# Cerknica Lacuna
La Cerknica Lacuna è una struttura geologica della superficie di Titano.